# Marcus Fronius
Marcus Fronius (* 1659 in Kronstadt; † 14. April 1713 ebenda) war ein lutherischer Theologe und Pädagoge.

## Leben
Geboren als Sohn des Pfarrers Petrus Fronius und seiner Frau Barbara, der Tochter des Stadtpfarrers Simon Abelinus, besuchte er zunächst die Stadtschule seiner Heimatstadt. 1680 nahm er ein Studium an der Universität Wittenberg auf, erwarb sich hier 1682 den akademischen Grad eines Magisters und ließ mehrere Dissertationen und Disputationen im Druck erscheinen. Seine einstigen Lehrer waren Abraham Calov und Johann Deutschmann.
Zurückgekehrt in seine Heimatstadt wurde Fronius 1686 zunächst Privatlehrer, 1690 Lektor am dortigen Gymnasium und trat 1691 eine Stelle als Prediger an. Weitere Berufungen 1695 als Pfarrer in Heldsdorf, 1701 in Rosenau, 1703 als Stadtpfarrer in Kronstadt und 1706 als Dekan des Burzenländer Kapitels folgten.
Während der Zeit des Kuruzzenkrieges setzte sich Fronius vor allem für pädagogische Reformen ein, die sich auf den damals verfallenen Schulunterricht bezogen. Dabei legte er besonderen Wert auf die Katechisation und die Ausbildung des Pfarr- und Lehrernachwuchses. Einen prägenden Einfluss hatten hier vor allem Johann Amos Comenius und der Pietismus des Philipp Jacob Spener, obwohl er selbst immer an der lutherischen Orthodoxie festhielt. Als Vertreter der reinen siebenbürgisch-sächsischen Volkssprache, wirkte er für das dortige Gemeinwesen auf Synoden, Visitationen und 1710 als designierter Bischof der Siebenbürgener Sachsen.

## Werkauswahl
- De studiorum impedimentis … 1691
- Oratio insinuatria
- Consilium de Schola. 1704/05
- Tusculanae Heltesdenses